# Muhammad ibn Arafa
Muhammad ibn Arafa (arab. محمد بن عرفة, ur. 1889 w Fezie, zm. 17 lipca 1976 w Nicei) – przez krótki czas (1953–1955) sułtan Maroka. Należał do dynastii Alawitów - był synem księcia Arafy i wnukiem sułtana Muhammada IV.
Muhammad ibn Arafa został wyniesiony na tron przez Francuzów po wygnaniu na Madagaskar sułtana Muhammada V, dążącego do uniezależnienia Maroka od Francji. Protesty w kraju przeciw panowaniu marionetkowego Muhammada ibn Arafy zmusiły jednak władze francuskie do ponownej intronizacji obalonego sułtana, a w konsekwencji do uznania niepodległości Maroka.
Po wstąpieniu na tron Muhammad ibn Arafa przybrał imię Muhammad VI, później jednak numerację tę zarzucono i obecnie imię to nosi wnuk Muhammada V król Muhammad VI ibn al-Hassan.